# 真魚 (女優)
真魚（まお、1991年8月5日 - ）は、日本の女優。愛知県豊橋市出身。フリー。かつてはVIVIT（現：アンカット）、ワタナベエンターテインメントに所属していた。

## 経歴
豊橋市内の児童養護施設で育つ。豊橋市の小中学校、田原市の高等学校を卒業後に上京。上京後は古着屋「NEW YORK JOE EXCHANGE」で正社員として働いていた。
23歳のときに岩井俊二監督の映画『スワロウテイル』に影響を受けて映像作品の役者を目指し、古着屋を辞めて役者の事務所に所属する。しかし、オーディションに書類審査も通らない日々で、当時所属していた事務所の中でも「一番仕事が取れていない女優」と言われるほどで、ドラマや映画などのスタンドイン、エキストラで経験を積むこととなった。事務所ばかりに頼らずに自分からも役を取りにいくべきだと考え、その事務所を退所しフリーでの活動となる。
そんな中、監督&俳優養成スクール・ENBUゼミナールのシネマプロジェクト第6弾作品である今泉力哉監督の映画『退屈な日々にさようならを』がきっかけとなってシネマプロジェクトの存在を知る。書類審査のみで切られることはなく全員オーディションを行うといったもので、顔さえ出せば何かしらの役を得るアピールができると思い、2017年にシネマプロジェクト第7弾のオーディションに参加。上田慎一郎監督に選抜され、映画『カメラを止めるな!』の主人公・日暮隆之の娘・日暮真央役に抜擢される。長編作品の主要キャストはもとより、名前のある役を演ずること自体初めてだった。2018年に劇場公開が始まり当初は小規模公開だった同作だったが、口コミで話題になったことから47都道府県全てでの公開が決定し、真魚の地元である豊橋市内の映画館でも上映が行われ、舞台挨拶にも凱旋登壇した。2019年にもええじゃないかとよはし映画祭での同作上映の際にゲストとして赴いている。
上記作品のヒットを受けて数十社の芸能事務所からのスカウトがあり、2018年9月14日よりワタナベエンターテインメントに所属することが発表された。所属後はテレビの連続ドラマ出演が増え、『G線上のあなたと私』や『これは経費で落ちません!』、連続テレビ小説『エール』などに出演した。2021年9月末をもってワタナベエンターテインメントを退所。

## 人物・エピソード
座右の銘は「なんとかなる」。
グイグイと前に行くタイプの性格で、入り込むと周りが見えなくなるくらいの集中力を持つ。やりたいと思ったらすぐ行動したがる、欲求に忠実な性格であり、23歳という遅めの年齢でも役者を目指したのもこの性格によるものである。共演者からは、誰とでもすぐ打ち解けられる、草原を裸足で走り回る少年ような性格だと言われており、作曲家の鈴木伸宏（謙遜ラヴァーズ）からは、非常に元気で年上相手でもガシガシ絡んでくると言われている。更に鈴木は、内面に熱い部分を持った性格だとも見ており、そんな一面を表現した『TRUE FINISH』というインストゥルメンタル楽曲を書いている。
映画『カメラを止めるな!』のヒットで注目を浴びるまで、約4年間の下積み時代を経験している。映画のヒットでフリーの状態から複数の芸能事務所からスカウトがあった際に、自惚れてもおかしくない状況ではあったが「これもいつかは過ぎ去る祭り、次の準備に移らなければ」と気持ちを緩めずにいる。日刊SPA!の取材では、「4年程の売れない下積み時代も経験しているので、人生はそこまで甘くないぞ！といまだに思います。チャンスや夢をファーストで掴むのは難しい。色々と経験した結果たどり着くもの。回り道が夢を実現させる一番の近道なのかもしれません」とコメントしている。
やや内斜視である。映画監督の上田慎一郎からは、吸引力のある「映画に愛されている」横顔の持ち主と言われている。また、演技力については安定しないが、いい演技をしたときの魅力が凄く、二度と撮れない芝居を見せてくれると評される。
弟がいる。上田監督からアンケートとして「これまで諦めてきたこと」を問われたとき、両親と仲良くすることを諦めたと回答した。児童養護施設で育った経歴から、児童養護施設を題材とした映画に出演することを役者を目指し始めてからの一つの大きな夢と語る。
好きな食べ物は納豆。好きなアーティストはスピッツ、きのこ帝国など。
映画『カメラを止めるな!』の共演者の中では、秋山ゆずきと最も仲が良いと述べている。

## 出演

### 映画
- ちょっと今から仕事やめてくる（2017年5月27日公開、東宝、監督：成島出） - 社員 役
- カメラを止めるな!（2018年6月23日公開[注 1]、ENBUゼミナール/アスミック・エース、監督：上田慎一郎） - 日暮真央 役[5]
- 検察側の罪人（2018年8月24日公開、東宝、監督：原田眞人）
- いけいけ!バカオンナ（2020年7月31日公開、アークエンタテインメント、監督：永田琴） - 中川エミ 役[24]
- 事故物件 恐い間取り（2020年8月28日公開、松竹、監督：中田秀夫） - 下中裕美 役[25]
- 彼女（2021年4月15日公開[注 2]、監督：廣木隆一）
- 梅切らぬバカ（2021年11月12日公開、ハピネットファントム・スタジオ、監督：和島香太郎）
- ハザードランプ（2022年、公開中止、東映ビデオ、監督：榊英雄）[26]
- ぬいぐるみとしゃべる人はやさしい（2023年4月14日公開、イハフィルムズ、監督：金子由里奈） - 光咲 役[27]

#### 短編映画
- 日本製造/メイド・イン・ジャパン（2019年2月23日公開[注 3]、監督：松本優作） - 田中マオ13世 役
- バブルジャンパーズ&ホイールチェアクイーン（2019年5月20日公開[注 4]、監督：岩崎友彦） - 主演・夏美 役[28][29] ※古矢航之介とのダブル主演
- カメラを止めるな!リモート大作戦!（2020年5月1日公開[注 5]、監督：上田慎一郎） - 日暮真央 役

### テレビドラマ
- ウルトラマンオーブ（2016年、テレビ東京）
- 孤食ロボット（2017年6月20日 - 8月22日、日本テレビ） - 居酒屋店員 役
- ほんとにあった怖い話 夏の特別編2018「果てからの念波」（2018年8月18日、フジテレビ）[30] - 明子 役
- この恋はツミなのか!?（2018年12月3日 - 24日、MBS・12月5日 - 26日、TBS） - 田代早苗 役[31]
- ドロ刑 -警視庁捜査三課- 第9話・第10話（2018年12月8日・15日、日本テレビ） - 皇子山真里 役[32][33]
- 新しい王様 Season1（2019年1月8日 - 17日、TBS） - ユウコ 役
- 闇の歯車（2019年2月9日、時代劇専門チャンネル[注 6]） - おりえ 役
- きのう何食べた? 第6話（2019年5月11日、テレビ東京） - 長森夕未 役[34]
- これは経費で落ちません! 第1話・第2話、第9話・最終話（2019年7月26日・8月2日、9月20日・27日、NHK総合） - 室田千晶 役[35]
- ルパンの娘 第7話（2019年8月22日、フジテレビ） - 磯山樹里 役[36]
- G線上のあなたと私（2019年10月15日 - 12月17日、TBS） - 渡辺晴香 役[37]
- 連続テレビ小説 エール 第2週（2020年4月6日 - 10日、NHK総合） - 医務室の先生 役
- 未満警察 ミッドナイトランナー 最終話（2020年9月5日、日本テレビ） ‐ 神尾舞 役
- あんのリリック -桜木杏、俳句はじめてみました-（2021年2月27日・3月6日、WOWOWプライム）
- 最高のオバハン 中島ハルコ（2021年4月10日 - 5月29日、東海テレビ） - 高田真央 役
- おいハンサム!!2 第4話（2024年4月27日、東海テレビ・フジテレビ） - 春田玲湖 役[38]
- 日本一の最低男 ※私の家族はニセモノだった 第5話（2025年2月6日、フジテレビ） - 加奈子 役[39]

### ウェブドラマ
- 田中圭24時間テレビ「くちびるWANTED」（2018年12月16日、AbemaTV） - ホテルスタッフ 役
- 新しい王様 Season2（2019年1月17日 - 3月14日、Paravi[注 7]） - ユウコ 役
- カメラを止めるな! スピンオフ ハリウッド大作戦!（2019年3月2日、AbemaTV[注 8]） - 主演・日暮真央 役
- パーフェクトワールド チェインストーリー 第6.5話・第7.5話（2019年5月28日・6月4日、GYAO!） - ナオ 役[40]
- 全裸監督 第4話（2019年8月8日、Netflix）[41][42]
- 君と世界が終わる日に Season 2 第3話（2021年4月4日、Hulu） - 津ノ森菜々子 役[43]
- 福井縦断プロジェクト（2022年11月25日 - 12月23日、YouTube 福井県新幹線開業課PRチャンネル） - 武田美咲 役[44]

### テレビ番組
- ロンドンハーツ（テレビ朝日）
- 奇跡体験!アンビリバボー 「函館空港ハイジャック事件」（フジテレビ） - 人質 役
- 超入門!落語 THE MOVIE 「夢の酒」（2018年1月25日、NHK総合） - 女中 お竹 役
- 痛快TV スカッとジャパン 第138回「ショートショートスカッと」（2018年8月28日、フジテレビ） - OL 宇田川奈々 役
- 白昼夢（2018年9月9日・16日、フジテレビ）
- 超問クイズ! 真実か?ウソか? 絶景パワースポットQ&西郷隆盛の末裔が登場! 偉人Q（2018年9月28日、日本テレビ）
- THE突破ファイル（2018年10月25日、日本テレビ）[45]
- 賢人たちのお助け舟!（2019年11月13日、NHK BSプレミアム）[46]

### インターネットテレビ
- 映画『カメラを止めるな！』を一緒に見よう。（2018年6月22日、ニコニコ生放送）[47]
- ロザンのウジスガ #03（2018年8月11日、AGARUTV）[48]
- スピードワゴンの月曜The NIGHT #120（2018年8月14日、AbemaTV AbemaSPECIAL）[20]
- 7.2 新しい別の窓 第6回「ななにー人狼ゲーム」（2018年9月2日、AbemaTV AbemaSPECIAL2）[49]
- ドラマチック×シネマチック（2020年7月25日、YouTube「魁!!エンタメ塾」チャンネル）[50]
- 逆境プレゼンテーション（2021年3月18日、auスマートパスプレミアム）[51]

### 舞台
- 二兎社特別企画 ドラマリーディング2「立ち止まる人たち」（2020年3月28日・29日→中止[注 9]、東京芸術劇場シアターイースト）
- ミズタニー 新作公演（2025年10月29日 - 11月3日〈予定〉、OFF・OFFシアター)[54]

### CM・広告
- オリックス銀行カードローンWEB動画「体操女子篇」（2018年） - 花嫁 役
- ミツカン ショートWEBドラマ「〆野さん」 第二弾「ごま豆乳鍋つゆ 〜〆野さん スイーツ風〆チェン篇〜」（2018年）[55] - ヨウコ 役
- J:COM（2018年）[56]
  - 「わたしの見たい『LOVE激白会 映画・ネイチャー』」篇 - 旅・紀行LOVER 役
  - 「わたしの見たい『LOVE激白会 スポーツ・旅・紀行』」篇 - 旅・紀行LOVER 役
  - 「わたしの見たい！！があるTV。ショートムービー(音楽篇)」 - 音楽LOVER 役　※Web広告